# Brėst
Brėst (in bielorusso Брэст?) o Brest (in russo Брест?; in polacco Brześć nad Bugiem; in tedesco Brest; in lituano Brestas; in yiddish בריסק‎?, Brisk) è una città della Bielorussia (344470 abitanti al 2024).
È nota anche con i nomi di Brest-Litowsk o Brest-Litovsk, nome assunto nel XVII secolo in omaggio alla fondazione della Confederazione polacco-lituana.
È il capoluogo della regione omonima, che si trova all'estremità occidentale del Paese, al confine con la Polonia.
Per via della sua posizione geografica ha rivestito un ruolo storico importante nelle vicende di entrambe le guerre mondiali; nella prima fu sede dell'accordo di pace noto come trattato di Brest-Litovsk siglato nel 1918 dal nuovo Stato sovietico con gli Imperi centrali; nella seconda, invece, la sua fortezza resistette per 32 giorni nel 1941 all'invasione nazista dell'URSS, rallentando così l'avanzata tedesca nel Paese.
Da non confondere con la città omonima in Francia.

## Geografia fisica
Brėst è attraversata dal fiume Muchavec che, nella parte occidentale della città presso la fortezza, sfocia nel Bug Occidentale. Quest'ultimo corso d'acqua, oltre a essere la naturale barriera occidentale del tessuto urbano cittadino, funge anche da confine di stato tra Bielorussia e Polonia, eccezion fatta per una piccola porzione di territorio presso la fortezza. Le sue coordinate sono 52°08′N 23°40′E. Confina direttamente con la cittadina polacca di Terespol, nel voivodato di Lublino (Lubelskie).

## Nomi
La prima attestazione del suo nome risale al 1019, al tempo della guerra tra la città di Kiev e le altre città russe. Brėst è storicamente nota con il nome russo di epoca zarista, Brest Litovsk ("Brest Lituana", poiché la Bielorussia costituiva una parte dell'antico Granducato di Lituania), in ragione del trattato qui firmato il 3 marzo 1918 fra la Germania e la Russia bolscevica. 
Tra le due guerre mondiali, quando la città fece parte della Polonia, il nome ufficiale fu quello polacco di Brześć nad Bugiem ("Brest sul Bug", che fu preferito ai nomi "esterofoni" di Brześć Litewski e Brześć Białoruski).
Nella lingua bielorussa la grafia ufficiale è Брэст (Brėst), ma la città è nota nell'altrettanto diffusa (ma non ufficiale) grafia taraškevica col nome di Бе́расьце (Bieraście).

## Storia
Fondata dagli Slavi, nel 1019 Berestye, così come attesta la Cronaca degli anni passati, fu conquistata dalla Rus' di Kiev. A lungo contesa tra i Polacchi, nel 1241 Brėst venne distrutta dai Mongoli. A partire dal 1275 l'area venne di nuovo abitata e successivamente entrò nell'orbita del Granducato di Lituania. Attaccata dai cavalieri teutonici nel 1379, undici anni dopo Brėst godè del diritto di Magdeburgo, prima fra tutte le città dell'attuale Bielorussia.
Con l'annessione di Brėst allo stato lituano l'importanza della città crebbe sia nell'ambito commerciale, grazie anche all'arrivo in città di numerose famiglie ebree dalla Germania, sia in quello militare, come presidio fortificato.
Nel 1566, per decreto del re polacco Sigismondo II Augusto, divenne sede del voivodato omonimo. Tre anni dopo, con la nascita della Confederazione polacco-lituana la città venne ribattezzata Brest-Litovsk. Nel 1594 e nel 1596 Brest-Litovsk ospitò due importanti concili dei vescovi cattolici e ortodossi delle regioni circostanti. In particolare il concilio del 1596 darà vita all'Unione di Brest e alla successiva nascita della Chiesa Uniate.
Nel 1657 e nel 1706 Brest-Litovsk venne occupata dalle truppe svedesi, mentre il 13 gennaio 1660 la città e il castello vennero assalti e conquistati dalle truppe moscovite. Il 19 settembre 1794, nel corso della rivolta di Kościuszko, Brest-Litovsk fu nuovamente teatro di una battaglia che vide contrapposte le truppe russe guidate dal generale Suvorov opposte a quelle del generale Sierakowski. L'anno seguente, nel corso della terza spartizione della Polonia, Brest-Litovsk entrò a far parte dell'Impero russo.
Nel corso del XIX secolo le autorità militari russe rivoluzionarono drasticamente il volto di Brest-Litovsk. Gran parte della città vecchia venne infatti demolito, così come il castello reale polacco, mentre le fortificazioni preesistenti vennero rafforzate e ingrandite, rendendo così Brest-Litovsk una delle più munite piazzeforti dell'Impero russo. Nel corso della prima guerra mondiale venne occupata dall'esercito tedesco il 26 agosto 1915 dopo che le forze russe avevano abbandonato la città in una manovra di progressivo arretramento del fronte. Nel marzo 1918, all'interno della fortezza di Brest-Litovsk venne firmato il trattato di pace tra la Russia sovietica e gli Imperi centrali. Nel corso dello stesso anno la città si trovò al centro dei turbinosi eventi che caratterizzarono queste regioni dell'ormai dissolto Impero russo. In pochi mesi infatti Brest-Litovsk venne dapprima annessa all'autoproclamata Repubblica Popolare Bielorussa e successivamente alla Repubblica Popolare Ucraina.
Nel 1920 Brest-Litovsk venne annessa alla ricostituita repubblica polacca e ribattezzata Brześć nad Bugiem il 20 marzo 1923. Come ai tempi della Confederazione, Brześć venne nominata capoluogo del voivodato della Polesia. Con la ricostituzione dello stato polacco la locale comunità ebraica (41,3% della popolazione nel 1936), oppressa e discriminata durante la dominazione russa, poté godere di una relativa libertà e prosperità. Furono aperte scuole ed istituzioni ebraiche, mentre ben l'80,3% delle imprese private della città erano di proprietà di Ebrei.

### La seconda guerra mondiale
Lo scoppio del secondo conflitto mondiale nel settembre 1939 segnerà indelebilmente la storia della città. A difesa di Brześć vi erano infatti solamente quattro battaglioni di fanteria dell'esercito polacco guidati dal generale Konstanty Plisowski che dopo quattro giorni di intensi combattimenti furono costretti ad arrendersi alle truppe corazzate del suo omologo tedesco Heinz Guderian. Nel giorno stesso della resa della città (17 settembre 1939) le truppe sovietiche invasero a loro volta la Polonia e, in accordo alle clausole del patto Molotov-Ribbentrop, presero possesso della città. Da questa data iniziò per l'élite e la borghesia polacca cittadina un lungo periodo di persecuzioni e deportazioni perpetrate dalle autorità militari sovietiche.
Il 22 giugno 1941 Brėst venne attaccata dalla Wehrmacht nel giorno dell'inizio dell'operazione Barbarossa. Dopo una difesa disperata durata sei giorni, nel corso della quale perirono quasi tutti gli assediati, la fortezza di Brėst cadde. L'anno seguente pressoché tutti gli ebrei di Brėst vennero assassinati dai nazisti in una serie di eccidi. È del 17 gennaio 2019 il ritrovamento di un'ennesima fossa comune con i resti di almeno 700 ebrei uccisi durante l'Olocausto. L'Armata Rossa riconquistò la città il 28 luglio 1944.
In base agli accordi stipulati nel corso della conferenza di Jalta, Brėst venne assegnata all'Unione Sovietica e al territorio della Repubblica Socialista Sovietica Bielorussa. In virtù della sua nuova posizione geografica, ovvero sia al confine tra URSS e Polonia, lungo la principale arteria di comunicazione tra Mosca e Varsavia, Brėst diventerà a partire dal secondo dopoguerra un importante snodo stradale e ferroviario. Dal 1991 fa parte della Bielorussia indipendente, della quale continua a essere la principale porta d'ingresso a ovest.

### La frontiera Brėst - Terespol
La città ha una trafficata e importante dogana stradale (e ferroviaria) con la Polonia, sul fiume Bug. La corrispettiva dogana polacca è nell'attigua cittadina di Terespol. Questa linea di frontiera ha una lunga storia di eventi e vicissitudini a cavallo fra i due conflitti mondiali.

### La crisi russo-ucraina
Il 3 marzo 2022, la città di Brėst ha ospitato il secondo giro di trattative tra la delegazione russa e quella ucraina.

## Monumenti e luoghi d'interesse
- Fortezza di Brest

## Cultura
- Museo ferroviario di Brest
- Museo archeologico di Brest

### Galleria d'immagini

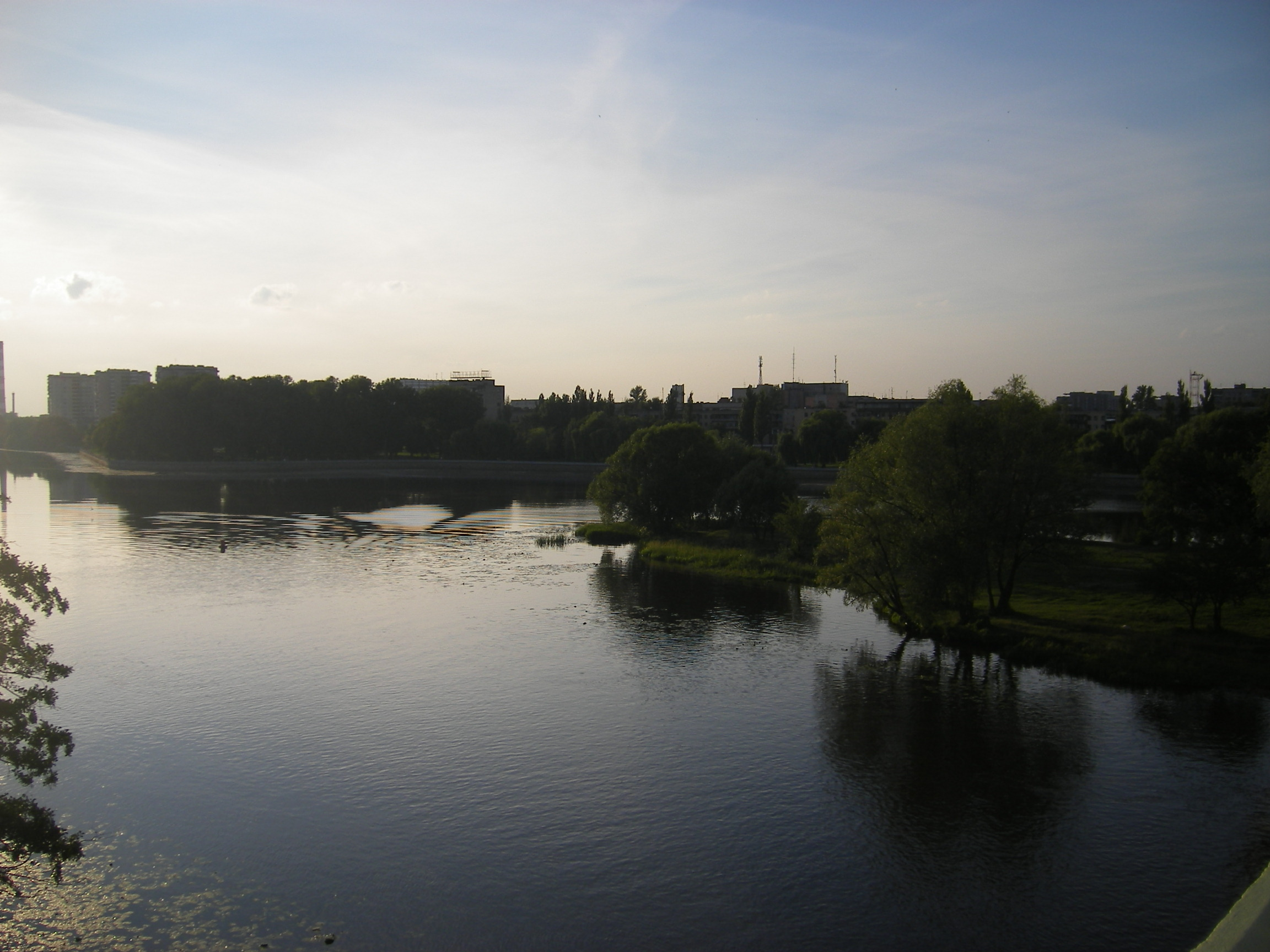
Panorama sul fiume Muchavec
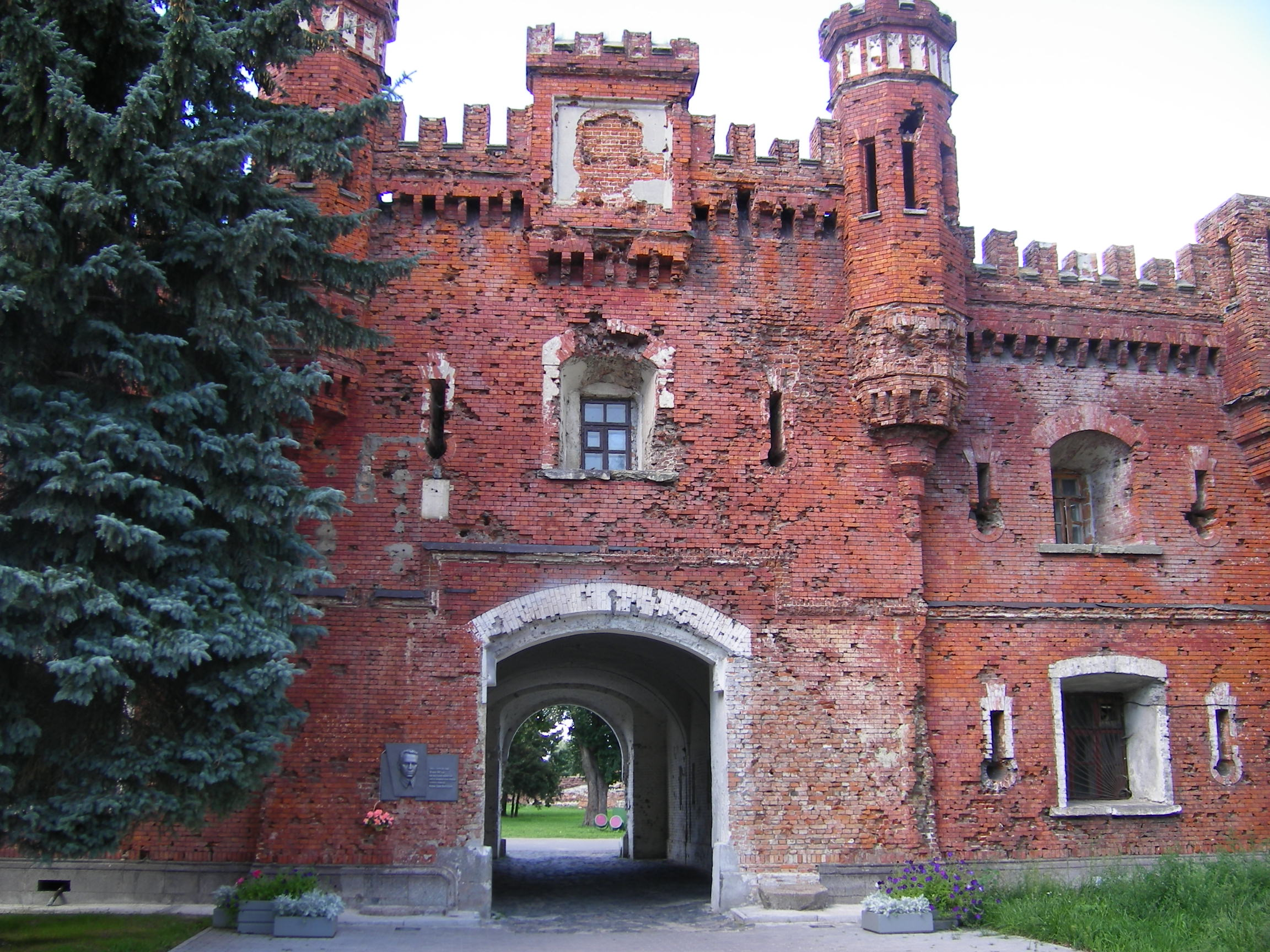
La "Fortezza"
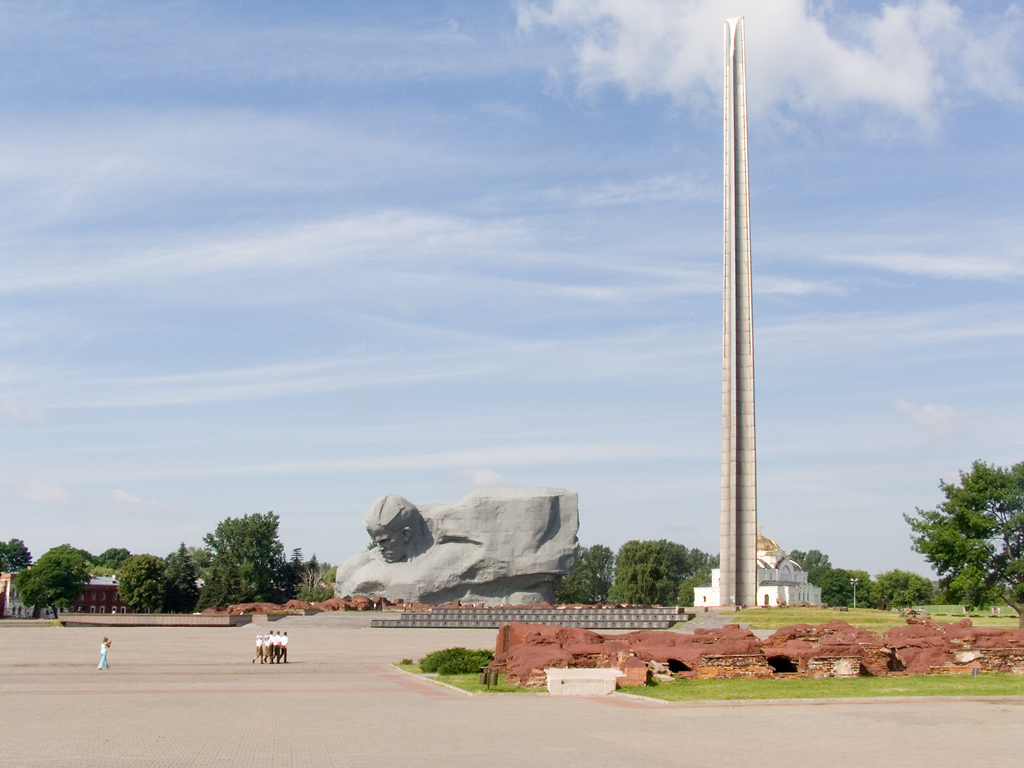
Monumento alla Città eroina
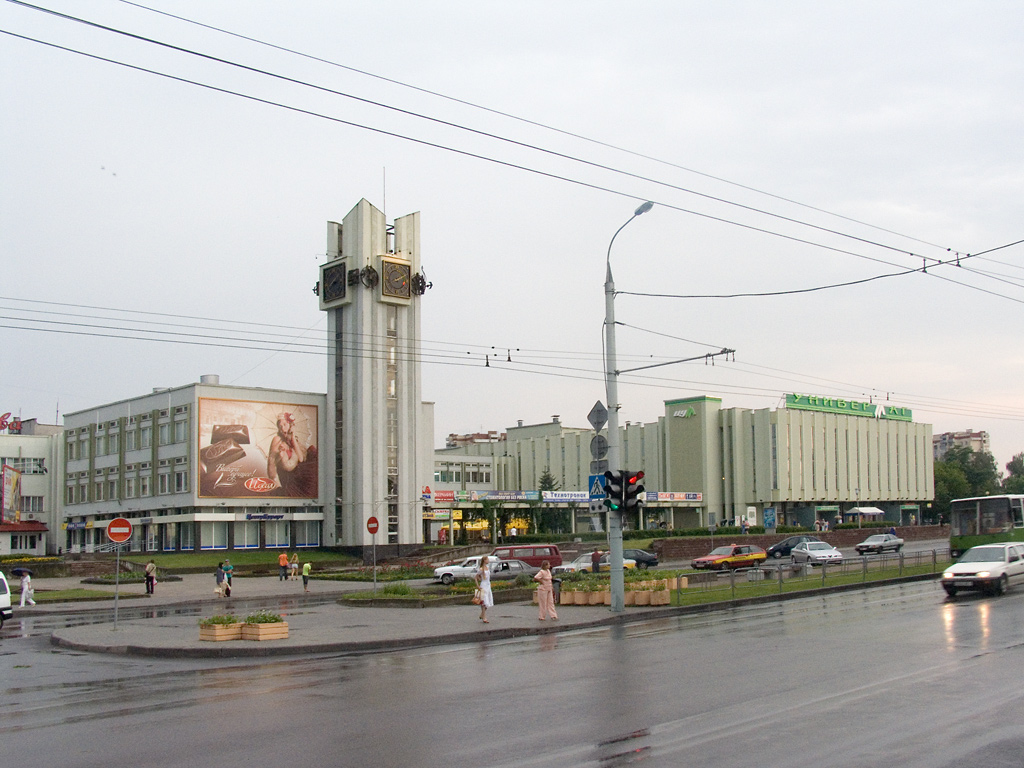
Centro commerciale
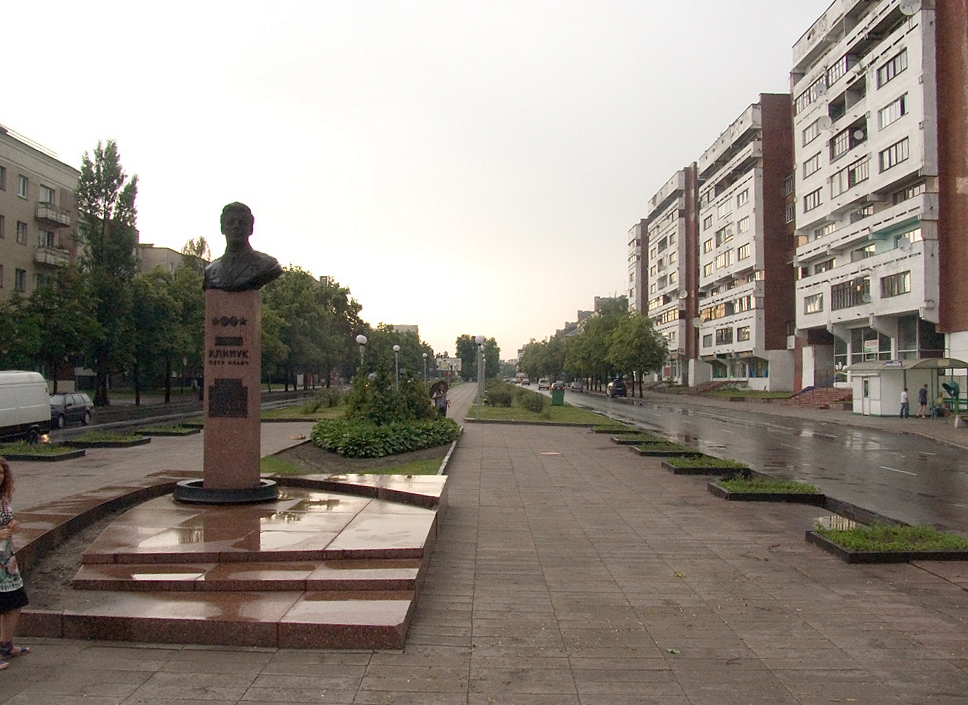
Bulvar Kosmonavtov
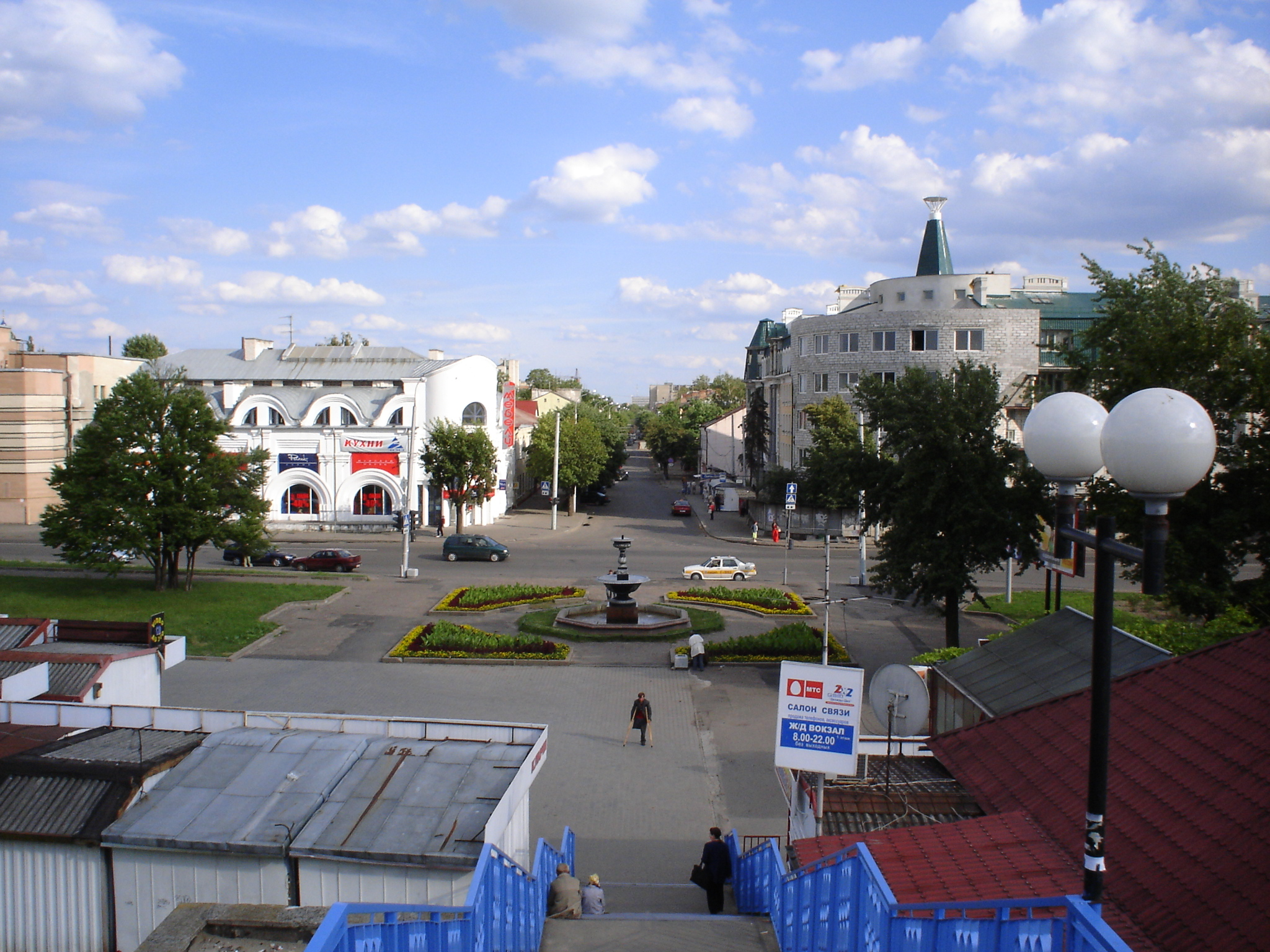
Centro cittadino
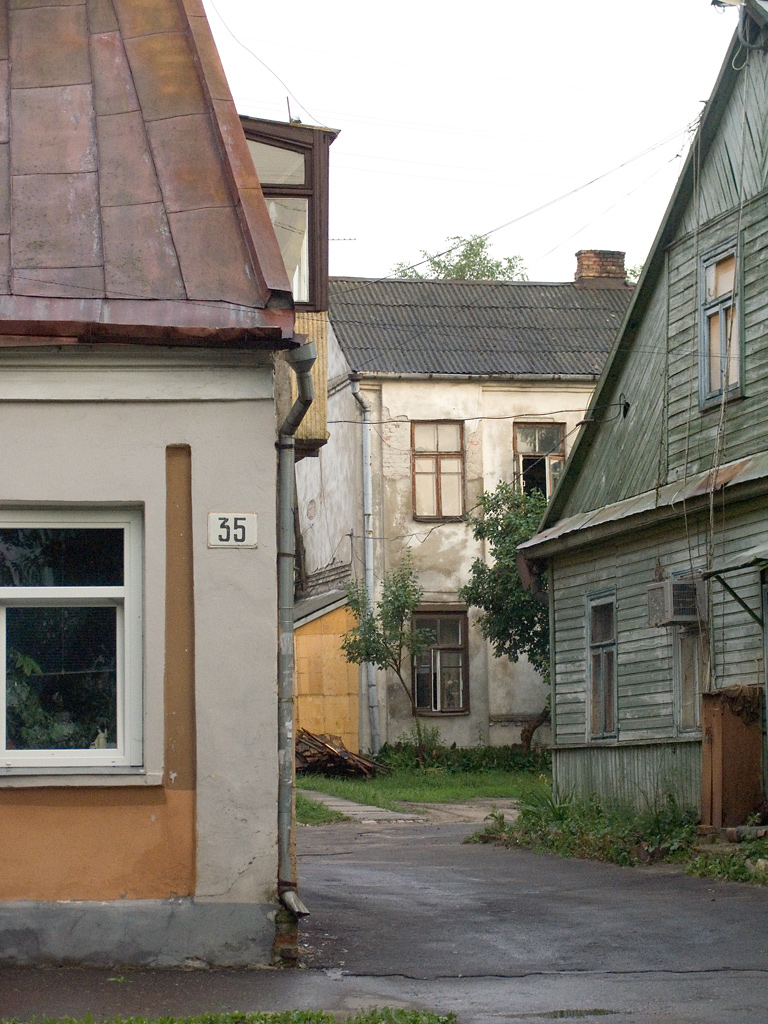
Centro storico (1)
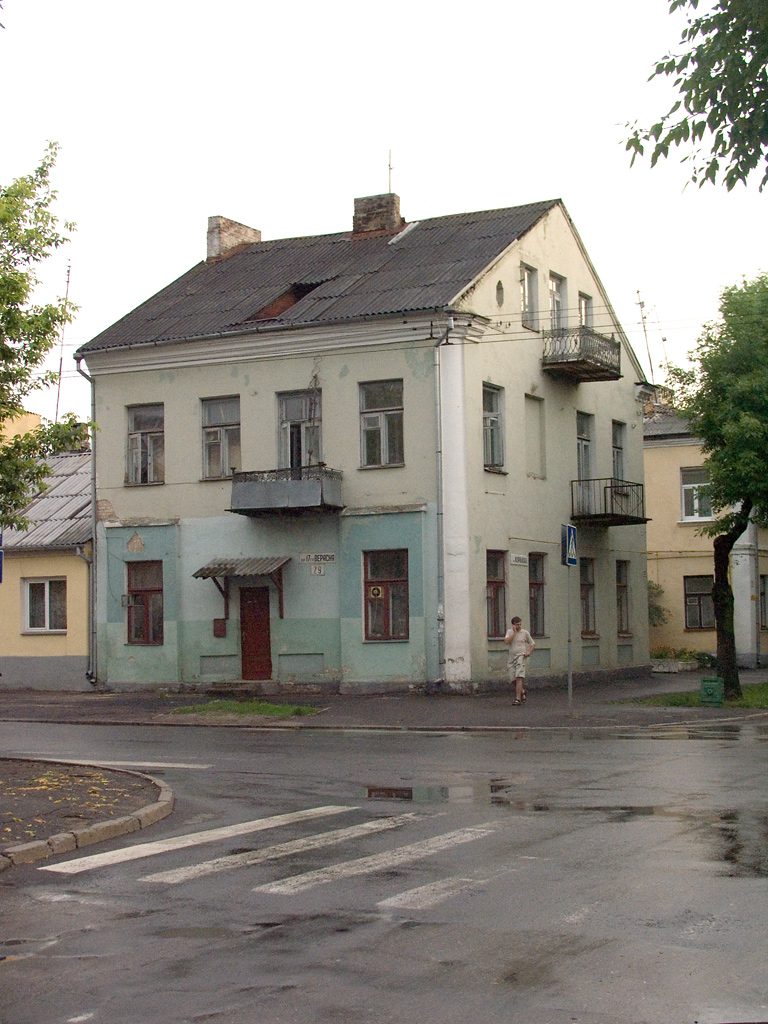
Centro storico (2)
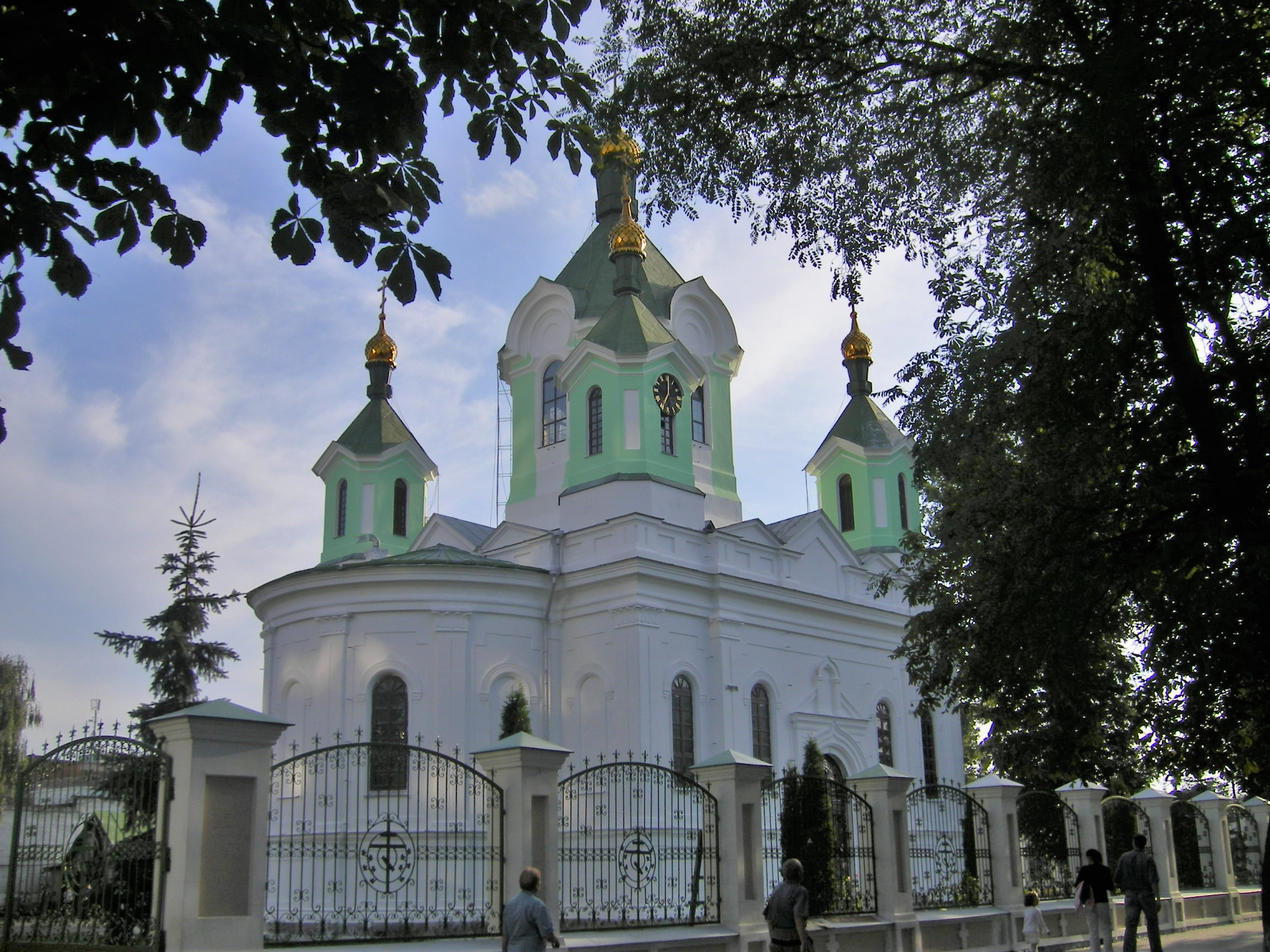
Cattedrale di San Simeone
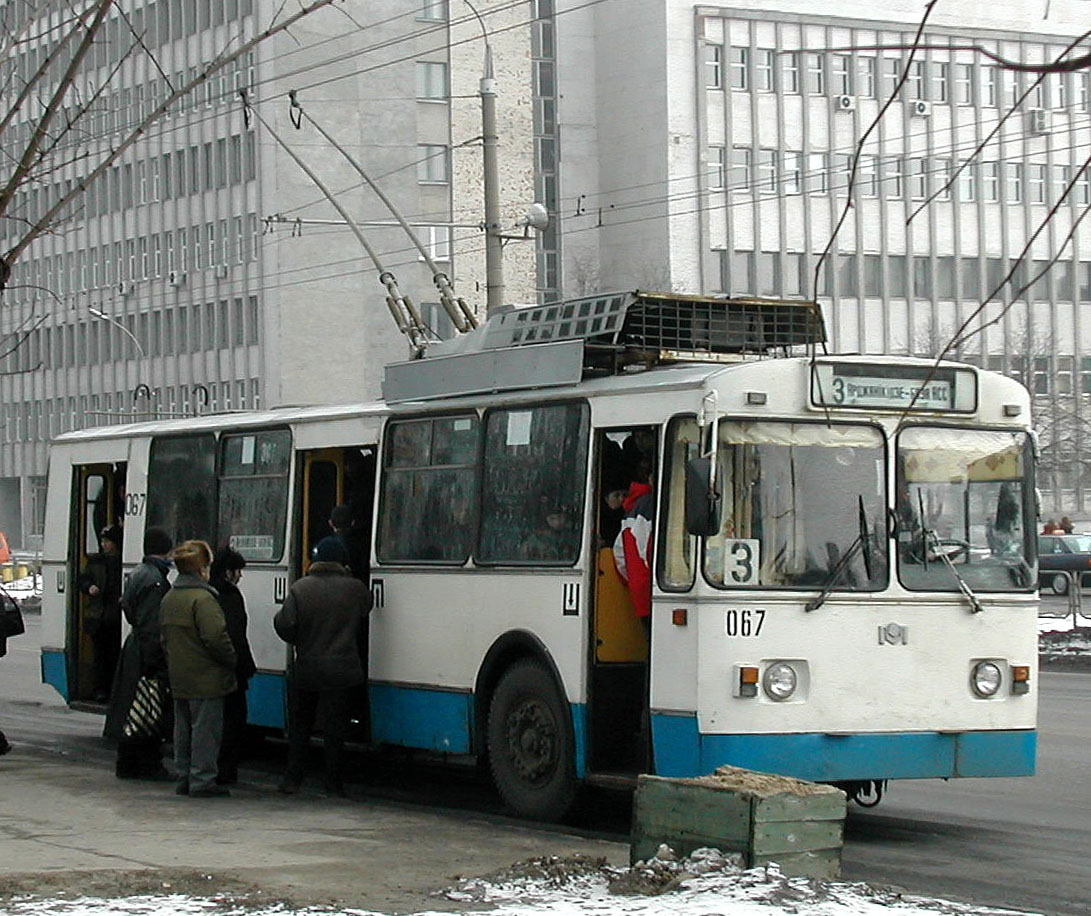
Un filobus in centro
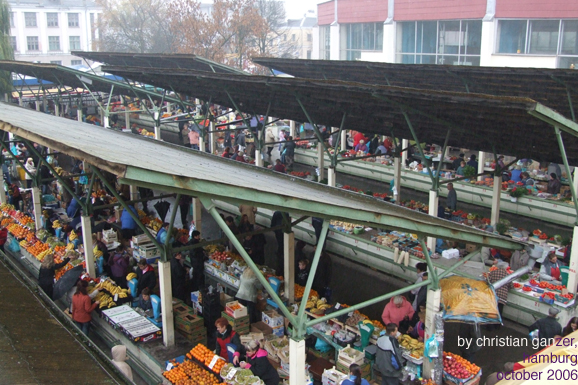
Mercato Kolhoz
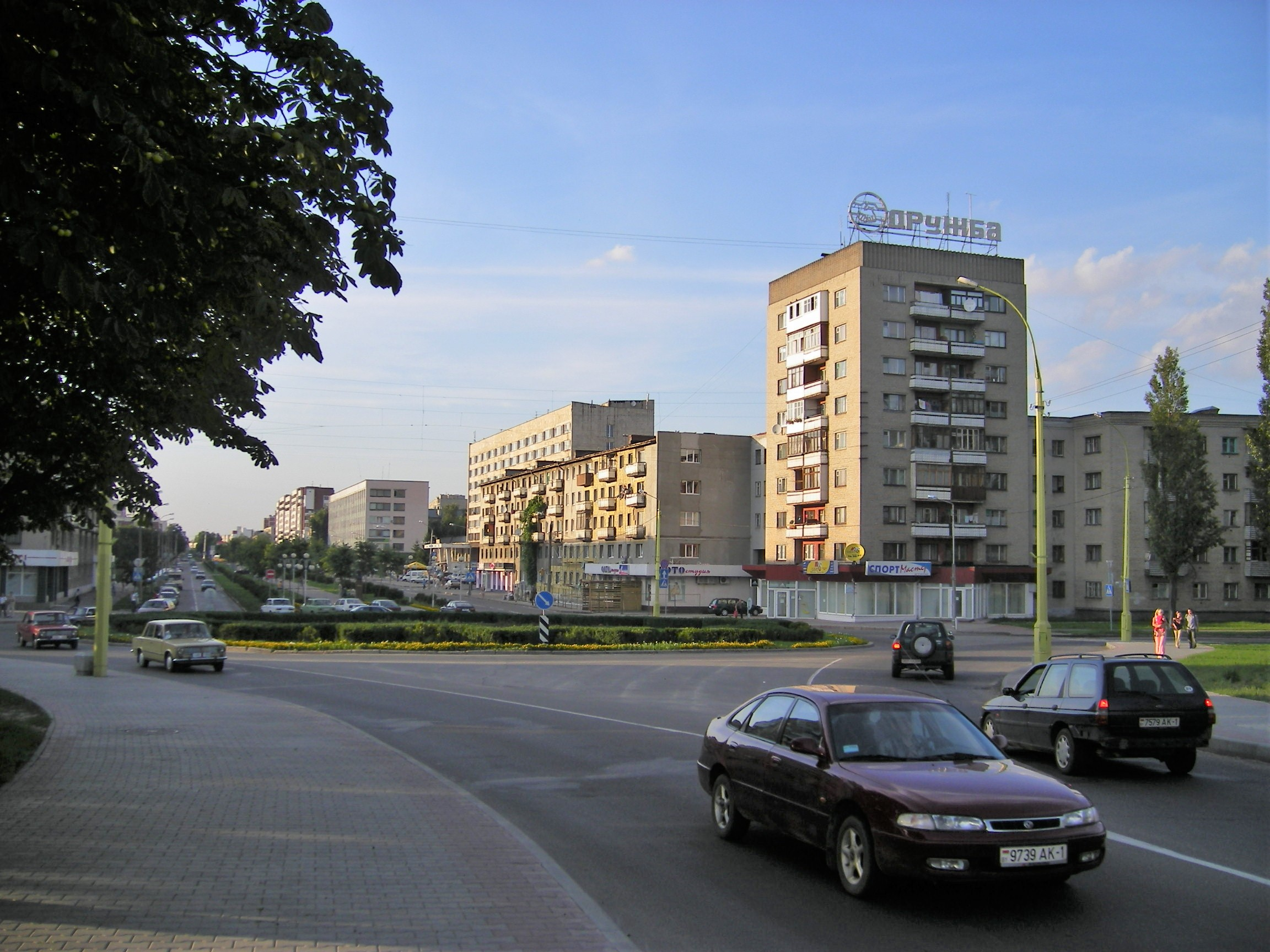
Viale cittadino

## Infrastrutture e trasporti

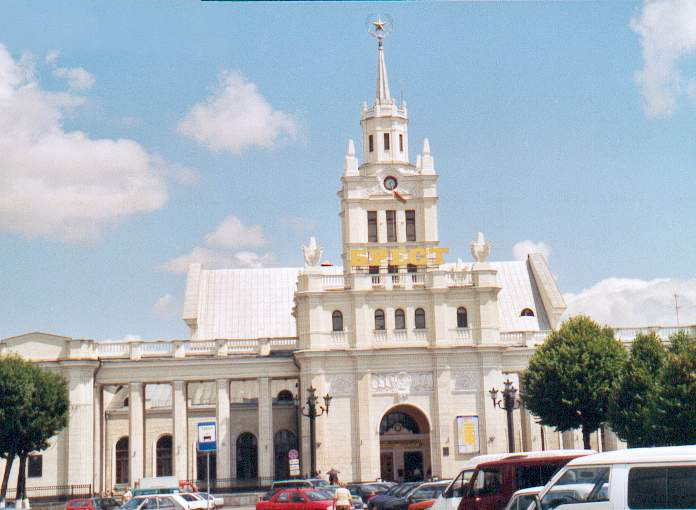
Brėst Centralnaja, stazione centrale della città, sulla tratta Berlino-Mosca

Brėst è un importante nodo ferroviario sulla linea Berlino-Mosca ed è il luogo dove avvengono i cambi di binario per i treni fra il sistema di scartamento europeo e russo. Numerosi sono i treni a lunga distanza che da qui passano, uno di essi (chiamato "Sibirjak") corre ogni sabato da Berlino a Novosibirsk (nella Siberia centrale), con numerose "carrozze dirette" per altre destinazioni (Russia orientale e caucasica; periodicamente Astana, in Kazakistan).
Da Brėst parte la strada maestra M1 in direzione Baranavičy-Minsk-Barysaŭ. La M1 è inserita in un progetto internazionale (completato in piccoli blocchi) che dovrebbe unire Berlino a Mosca con un'unica autostrada.
Tra le altre infrastrutture di trasporti, sono da segnalare un porto fluviale, l'Aeroporto Internazionale di Brėst ed una buona rete urbana di filobus.

## Sport

### Calcio
La locale squadra di calcio è la Dinamo Brėst, militante in massima serie nazionale.
Fondata nel 1960, disputa i suoi incontri interni allo stadio Brestskij.

## Periodici
- Brestskaja gazeta
- Večernij Brest

## Amministrazione

### Gemellaggi
- Baienfurt
- Baindt
- Berg Schussental
- Ravensburg
- Weingarten

- Orël
- Luc'k
- Biała Podlaska
- Pleven